# Nishiya Yuki
Yuki Nishiya (sinh ngày 5 tháng 10 năm 1993) là một cầu thủ bóng đá người Nhật Bản.

## Sự nghiệp câu lạc bộ
Yuki Nishiya đã từng chơi cho Mito HollyHock.